# 6.ª edición de los Premios Grammy
La 6.ª edición de los Premios Grammy se celebró el 12 de mayo de 1964 en Chicago, Los Ángeles y Nueva York, en reconocimiento a los logros discográficos alcanzados por los artistas musicales durante el año anterior.

## Ganadores

### Generales
- Grabación del año
  - Astrud Gilberto /Stan Getz por "Getz/Gilberto"
- Álbum del año
  - Stan Getz /João Gilberto por Getz/Gilberto
- Canción del año
  - Henry Mancini (compositor e intérprete) & Johnny Mercer (letrista) por "Days of Wine and Roses"
- Mejor artista novel
  - Ward Swingle (The Swingle Singers)

### Clásica
- Mejor interpretación clásica - Orquesta
  - Erich Leinsdorf (director) & Boston Symphony Orchestra por Bartók: Concerto for Orchestra

- Mejor interpretación clásica - Solista vocal (con o sin orquesta)
  - Skitch Henderson (director), Leontyne Price & RCA Orchestra por Great Scenes From Gershwin's Porgy and Bess

- Mejor grabación de ópera
  - Erich Leinsdorf (director), Rosalind Elias, Leontyne Price, Richard Tucker & RCA Italiana Opera Orchestra por Puccini: Madama Butterfly

- Mejor interpretación clásica - Coral (que no sea ópera)
  - Benjamin Britten (director), Edward Chapman, David Willcocks (directores de coro), Bach Choir, Highgate School Choir & Sinfónica de Londres por Britten: War Requiem

- Mejor interpretación clásica - Solista o solistas instrumentales (con orquesta)
  - Erich Leinsdorf (director), Arthur Rubinstein & Boston Symphony Orchestra por Chaikovski: Concierto para piano n.º 1

- Mejor interpretación clásica - Solista o dúo instrumental (sin orquesta)
  - Vladimir Horowitz por The Sound of Horowitz

- Mejor interpretación clásica - Música de cámara
  - Julian Bream & Julian Bream Consort por Evening of Elizabethan Music

- Mejor composición de música clásica de un compositor contemporáneo
  - Benjamin Britten (compositor y director) & London Symphony Orchestra por Britten: War Requiem

- Mejor álbum de música clásica
  - Benjamin Britten (compositor y director) & London Symphony Orchestra por Britten: War Requiem

- Artista clásico novel más prometedor
  - André Watts

### Comedia
- Mejor interpretación de comedia
  - Allan Sherman por "Hello Mudduh, Hello Faddah"

### Composición y arreglos
- Mejor tema instrumental
  - Riz Ortolani (compositor) por "More - Theme From Mondo Cane"

- Mejor banda sonora original de película o programa de televisión
  - John Addison (compositor) por Tom Jones

- Mejor arreglo instrumental
  - Quincy Jones (arreglista); Count Basie (intérprete) por "I Can't Stop Loving You"

- Mejor arreglo de acompañamiento
  - Henry Mancini (arreglista) por "Days of Wine and Roses"

### Country
- Mejor grabación country & western
  - Bobby Bare por "Detroit City"

### Espectáculo musical
- Mejor álbum de espectáculo con reparto original
  - Jerry Bock & Sheldon Harnick (compositores) & el reparto original (Barbara Cook, Jack Cassidy, Barbara Baxley, Daniel Massey, Nathaniel Frey, Ralph Williams & Jo Wilder) por She Loves Me

### Folk
- Mejor grabación folk
  - Peter, Paul and Mary por "Blowin' in the Wind"

### Gospel
- Mejor grabación gospel o de otra religión
  - Sœur Sourire por "Dominique"

### Hablado
- Mejor grabación documental o hablada (que no sea de comedia)
  - Edward Albee (dramaturgo); Melinda Dillon, George Grizzard, Uta Hagen & Arthur Hill (intérpretes) por Who's Afraid of Virginia Woolf?

### Infantil
- Mejor grabación para niños
  - Leonard Bernstein (director) & New York Philharmonic por Bernstein Conducts for Young People

### Jazz
- Mejor interpretación jazz - solista o grupo pequeño (instrumental)
  - Bill Evans por Conversations with Myself
- Mejor interpretación jazz - grupo grande (instrumental)
  - Woody Herman por Encore: Woody Herman, 1963
- Mejor composición original de jazz
  - Steve Allen & Ray Brown (compositores); Steve Allen (intérprete) por "Gravy Waltz"